# Alexandre-Maximilien du Tertre
 (juin 2025).
Alexandre-Maximilien, vicomte du Tertre, comte d'Hust et du Saint-Empire (né le 24 février 1774 à Montreuil dans le Pas-de-Calais et mort le 15 mars 1851 à Saint-Omer), est un général et homme politique français.

## Biographie
Fils de Louis Alexandre du Tertre et d'Andrée de Fléchin, il sert dans les armées du roi et devient colonel du 32e régiment d'infanterie de ligne, chevalier de l'ordre de Saint-Louis et officier de la Légion d'honneur.
Le 26 mars 1824, il est élu député du Pas-de-Calais. Il y siège au centre ministériel. 
Promu maréchal de camp le 22 mai 1825, il obtient sa réélection à la Chambre le 24 novembre 1827.